# 21117 Tashimaseizo
21117 Tashimaseizo è un asteroide della fascia principale. Scoperto nel 1992, presenta un'orbita caratterizzata da un semiasse maggiore pari a 2,2849877 UA e da un'eccentricità di 0,0941747, inclinata di 3,57480° rispetto all'eclittica.